# Betberg (Baierbrunn)
Der Betberg ist ein 639 m hoher Berg im Bayerischen Alpenvorland bei Baierbrunn. Am flachen höchsten Punkt befindet sich eine Wiese.